# Fuerza de Seguridad de Kosovo
La Fuerza de Seguridad de Kosovo (FSK; albanés: Forca e Sigurisë së Kosovës, serbio: Косовске безбедносне снаге, romanizado: Kosovske bezbednosne snage) es el ejército de la República de Kosovo, es el ente encargado de la protección territorial y las operaciones de respuesta a crisis en Kosovo. Sus principales tareas son la defensa territorial, servicio de búsqueda y rescate, eliminación artefactos explosivos, eliminación y control de materiales peligrosos y extinción de incendios. El comandante de la FSK es el teniente general Rrahman Rama.
En marzo de 2008, la Fuerza de Kosovo dirigida por la OTAN (KFOR) y el Cuerpo de Protección de Kosovo (KPC) comenzaron los preparativos para la formación de la Fuerza de Seguridad de Kosovo. De acuerdo con las orientaciones establecidas en el Plan Ahtisaari, la fuerza de seguridad está autorizada a portar armas ligeras y el Gobierno de Kosovo y la comunidad internacional tienen previsto adaptar la fuerza a las normas de la OTAN. La admisión y la formación del personal comenzaron a principios de junio, cuando los expertos de la OTAN llegaron a Kosovo para orientar el proceso, y desde principios de diciembre de 2008 se inició el reclutamiento de candidatos de entre 18 y 30 años. En diciembre de 2018, la Asamblea de Kosovo aprobó una ley para redefinir la KSF como una "fuerza militar profesional" y para establecer un ministerio de defensa.

## Historia

### Inicios
Después de la Guerra de Kosovo en 1999, la Resolución 1244 del Consejo de Seguridad de las Naciones Unidas colocó a Kosovo bajo la autoridad de la Misión de Administración Provisional de las Naciones Unidas en Kosovo (UNMIK), con seguridad proporcionada por la Fuerza de Kosovo dirigida por la OTAN (KFOR). La KFOR entró en Kosovo el 12 de junio de 1999 bajo un mandato de las Naciones Unidas, dos días después de la adopción de la Resolución 1244 del Consejo de Seguridad de la ONU.
Kosovo declaró su independencia en febrero de 2008. El 19 de marzo de 2008, el presidente de los Estados Unidos, George W. Bush, autorizó la ayuda militar a las Fuerzas de Seguridad de Kosovo en otro paso para establecer relaciones formales con Kosovo .
El 20 de enero de 2009, se anunciaron los nombres de quienes iban a ser seleccionados para la FSK del Cuerpo de Protección de Kosovo. Después de ser examinados por la OTAN, aproximadamente 1.400 exmiembros del CPK fueron seleccionados para servir como oficiales y miembros de base de La Fuerza de Seguridad de Kosovo.
El 21 de enero de 2009, se lanzó oficialmente la Fuerza de Seguridad de Kosovo. La FSK no reemplazó al Cuerpo de Protección de Kosovo (CPK) que se disolvió varios meses después. La KFOR fue encargada de asesorar a la KSF y llevar la fuerza a su capacidad operativa plena. Como parte de este esfuerzo, varias naciones que forman parte de la KFOR han brindado asistencia a la fuerza de manera bilateral, incluidos uniformes que fueron suministrados por los Estados Unidos y vehículos que fueron donados por Alemania. Los esfuerzos de tutoría estaban destinados a desarrollar la FSK de acuerdo con los estándares de la OTAN. Además, Italia, Portugal y otros miembros de la OTAN ayudarán a la FSK mediante donaciones y formación. Eslovenia donó 30.000 euros para el establecimiento de la FSK.
Los siguientes oficiales superiores prestaron juramento el 16 de junio de 2009, bajo la supervisión del entonces comandante de la KSF, teniente general Sylejman Selimi:
Teniente general Rrahman Rama - Comandante adjunto de la KSF y Comandante del Comando de la Fuerza Terrestre
- General de División Kadri Kastrati - Director de Operaciones
- General de brigada Bashkim Jashari - Inspección general de KSF
- General de brigada Xhevahir Geci - Comandante de la brigada de reacción rápida
- General de brigada Zymer Halimi - Jefe del Departamento de Operaciones y Capacitación
- General de Brigada Imri Ilazi - Comandante de la Brigada de Apoyo a las Operaciones
- General de Brigada Enver Cikaqi - Comandante del Comando de Entrenamiento y Doctrina

El 15 de septiembre de 2009, la Fuerza de Seguridad de Kosovo inició oficialmente el trabajo, con sus capacidades operativas iniciales después de un entrenamiento de ocho meses con instructores de la OTAN.
En 2010, la FSK se desplegó en el norte de Albania en dos ocasiones distintas para realizar operaciones de socorro en caso de inundaciones en apoyo de la respuesta nacional albanesa.
El 22 de noviembre de 2011, el teniente general Sylejman Selimi se retiró de la FSK y el presidente Atifete Jahjaga nombró al ex director de operaciones, mayor general Kadri Kastrati, para sucederlo como comandante de la fuerza. El presidente Jahjaga también promovió a Kastrati al rango de teniente general.
El 9 de julio de 2013, las Fuerzas de Seguridad de Kosovo alcanzaron la capacidad operativa plena (FOC) según lo determinado por la OTAN. Si bien la situación general de seguridad ha ido mejorando sobre el terreno, esta fuerza ligeramente armada responsable de las operaciones de protección civil y de ayudar a las autoridades civiles en la respuesta a desastres naturales y otras emergencias se ha entrenado según los estándares designados por la OTAN. La declaración de capacidad operativa plena del 9 de julio de 2013 por parte del Consejo del Atlántico Norte significa que la KSF es plenamente capaz de realizar las tareas que se le asignan dentro de su mandato. 
La FSK llevará a cabo funciones de seguridad no militares que no son apropiadas para la policía. En términos más concretos, esta fuerza de aproximadamente 2200 efectivos se ocupará de las operaciones de búsqueda y rescate, eliminación de artefactos explosivos, control y remoción de materiales peligrosos, extinción de incendios y otras tareas de asistencia humanitaria. El reclutamiento para la Fuerza de Seguridad de Kosovo comenzó a principios de 2009, una vez que la OTAN acordó (junio de 2008) ejecutar nuevas tareas además de las acordadas en la RCSNU 1244. Estas nuevas tareas incluyeron la dimisión del Cuerpo de Protección de Kosovo y la creación de la FSK y de una estructura civil para supervisarlo.

## Hacia las Fuerzas Armadas de Kosovo

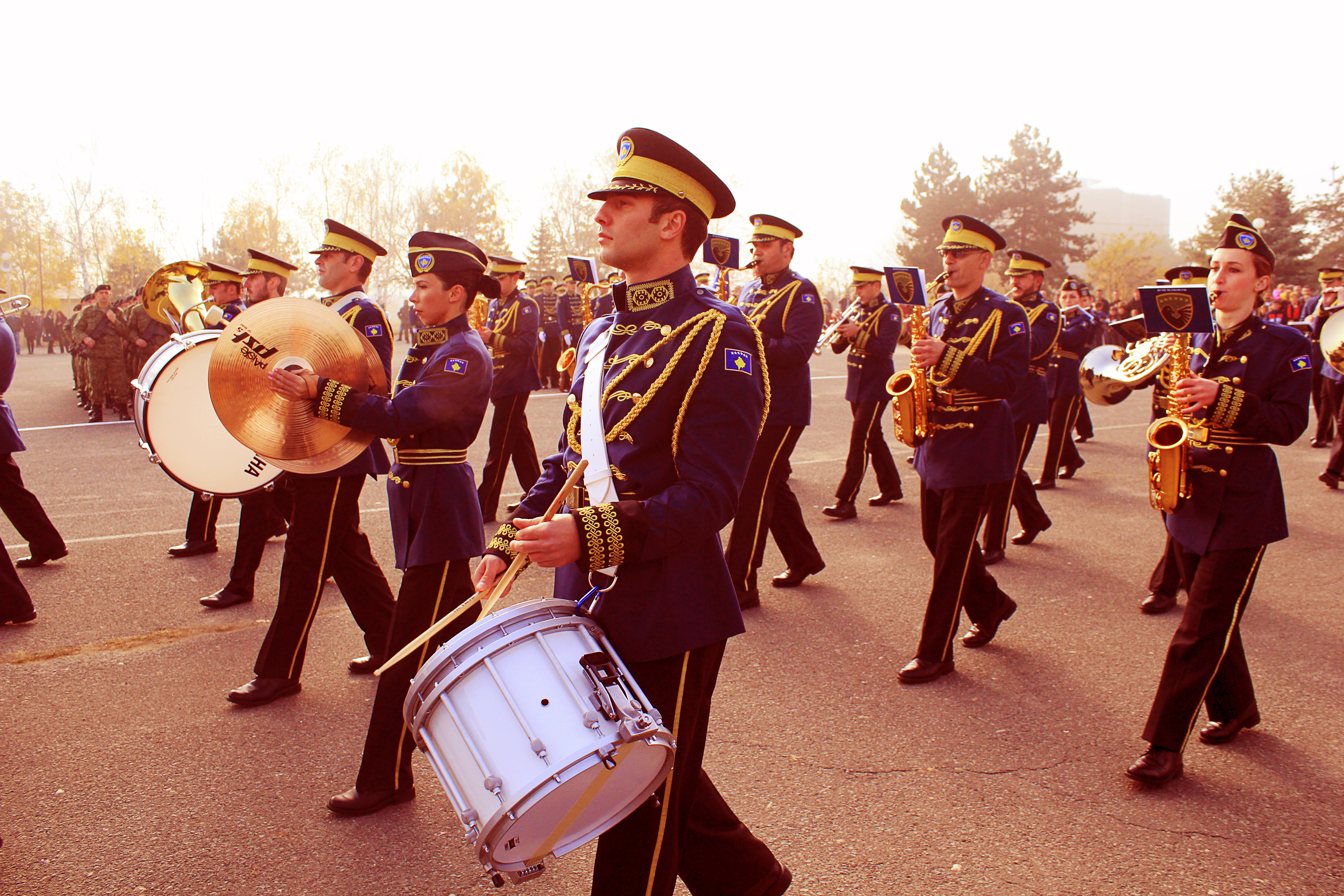
Banda Musical de la Fuerza de Seguridad de Kosovo.

El 5 de marzo de 2014, el primer ministro Hashim Thaçi declaró que el gobierno de Kosovo había decidido establecer un Ministerio de Defensa y, para 2019, transformar oficialmente las Fuerzas de Seguridad de Kosovo en las Fuerzas Armadas de Kosovo (en albanés: Forcat e Armatosura të Kosovës, FAK) que se reunirán todos los estándares de los estados de la OTAN con el objetivo de unirse a la alianza en el futuro. El nuevo ejército tendrá un presupuesto anual de 98 millones de euros y contará con 5.000 efectivos con otros 3.000 reservistas, compuestos por fuerzas terrestres, una guardia nacional, comandos de logística y entrenamiento. El ministro de las Fuerzas de Seguridad de Kosovo, Agim Çeku, declaró que la misión de las Fuerzas Armadas de Kosovo será "proteger la soberanía y la integridad territorial de Kosovo, su pueblo y sus bienes y proteger los intereses de la República de Kosovo". El embajador de Kosovo en Turquía, Avni Spahiu, declaró que "la decisión de establecer un ejército se tomó en consulta con la OTAN y nuestros socios ... [y] el ejército tendrá un carácter defensivo ya que Kosovo no tiene aspiraciones territoriales". El 28 de mayo de 2014, el presidente Atifete Jahjaga dijo al Consejo de Seguridad de las Naciones Unidas que la creación de las Fuerzas Armadas de Kosovo sería un proceso largo que requeriría el apoyo y la participación de todas las comunidades étnicas de Kosovo; añadió que su propósito sería contribuir a la seguridad general en los Balcanes y pidió a todas las comunidades étnicas que participen en el proceso. 
En noviembre de 2014, Agim Çeku declaró que el Ejército de Kosovo estaba retrasado "debido al retraso en la constitución del parlamento de Kosovo", pero que la decisión de transformar las Fuerzas de Seguridad de Kosovo en un Ejército se confirmará "en una de las primeras sesiones. sobre su constitución "; También señaló que esta transformación cuenta con el apoyo de todo el país y no espera quejas de la oposición política.
El 18 de octubre de 2018, la Asamblea de Kosovo aprobó transformar la Fuerza de Seguridad de Kosovo en las Fuerzas Armadas de Kosovo en un plazo de 10 años después de que 98 de los 120 diputados votaran a favor, y los 22 restantes permanecieron ausentes de la votación, incluidos 11 representantes de la minoría serbia. quien boicoteó la votación.
El 14 de diciembre de 2018 La Asamblea de Kosovo ha aprobado la creación de un Ejército permanente de 5.000 efectivos tan solo una semana después de que el primer ministro serbio advirtiera de que la iniciativa podría provocar una intervención militar de Belgrado.

### Reacciones
La OTAN lamentó la afirmó en su momento que iba a "reexaminar" su implicación en Kosovo después del anuncio del nuevo Ejército, un movimiento "inoportuno" para la alianza que puede tensar aún más la tensión entre Serbia y su antigua provincia.
El presidente de Serbia, Aleksandar Vucic, ha mostrado su rechazo a la decisión del Parlamento de Kosovo de establecer un ejército para la antigua provincia serbia, cuya independencia todavía no ha sido reconocida por las autoridades de Belgrado, al tiempo de que ha avisado de que podría enviar fuerzas serbias a la zona norte de este territorio. El tema fue llevado al Consejo de Seguridad de las Naciones Unidas por las autoridades serbias.
Por otro lado, Estados Unidos apoya y respalda plenamente la medida. En un comunicado, la Embajada de Estados Unidos en Kosovo afirmó que Kosovo es una nación soberana y, como tal, se le permite tener una fuerza para defender su territorio. Confirmaron que Estados Unidos continuará apoyando el desarrollo del KAF y que esperan que continúe la cooperación del KAF y la OTAN. Los Estados Unidos. El embajador en Kosovo, Philip S. Kosnett, calificó la transformación como un movimiento histórico. Los gobiernos de Alemania, Reino Unido y Francia también han respaldado la medida.

## Objetivos y Visión
Tales deberes incluirán operaciones de búsqueda y rescate; eliminación de artefactos explosivos (remoción de minas y MUSE); el control y despeje de materiales peligrosos; extinción de incendios; y otras tareas de asistencia humanitaria.
El Ministerio de la Fuerza de Seguridad de Kosovo (MKSF) es responsable de ejercer el control civil sobre la Fuerza, incluida la gestión y administración. Se compone de una mezcla de personal civil y de la FSK y rinde cuentas, a través del Primer Ministro, a la Asamblea de Kosovo.
La misión de la MKSF, que también es la sede de la FSK de más alto nivel, es formular, implementar, evaluar y desarrollar las políticas y actividades de la KSF dentro de un marco de gobernanza democrática y de conformidad con la Constitución y las leyes de la República de Kosovo. 

## Personal

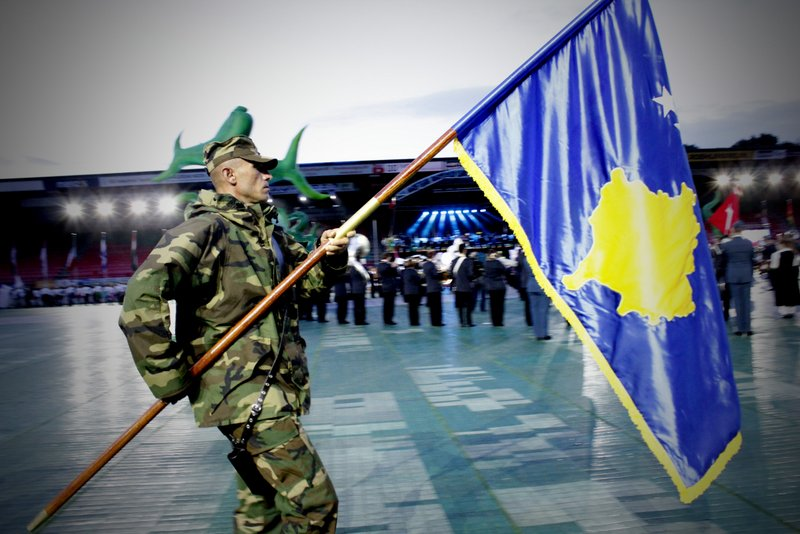
Miembro de la Fuerza de Seguridad de Kosovo con la Bandera de Kosovo en parada militar en los Países Bajos

Cualquier ciudadano de Kosovo mayor de 18 años es elegible para servir en las Fuerzas de Seguridad de Kosovo. Los miembros activos de las Fuerzas de Seguridad de Kosovo no están legalmente autorizados a postularse ni a servir en la Asamblea de Kosovo. La composición de las Fuerzas de Seguridad de Kosovo debe reflejar la composición étnica del país. Los miembros de la Fuerza de Seguridad están protegidos contra la discriminación por motivos de género o etnia.
El Ministerio de las Fuerzas de Seguridad de Kosovo ha tomado medidas activas para reclutar mujeres en las Fuerzas de Seguridad. A 2015, las mujeres representan el 8.52% de los miembros del servicio uniformado de la Fuerza de Seguridad y el 32% del Ministerio en su conjunto. De las 203 mujeres uniformadas de la Fuerza de Seguridad, 21 son oficiales; la mujer de más alto rango en la Fuerza de Seguridad es un coronel.

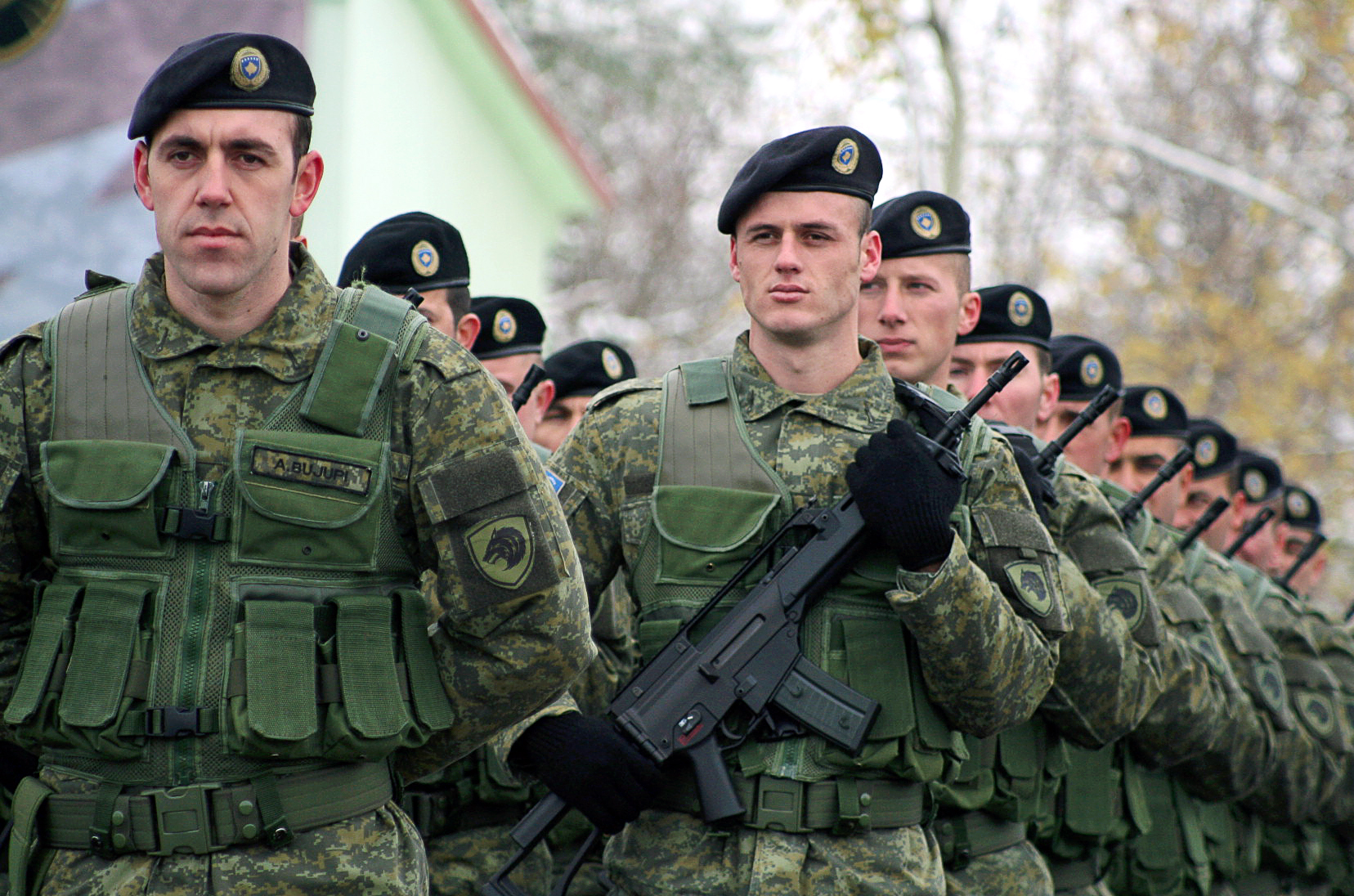
Miembros de la Fuerza de Seguridad de Kosovo

Una nueva ley o enmienda constitucional para las Fuerzas de Seguridad de Kosovo proporciona un mayor número de personal para la Fuerza de Seguridad de Kosovo, alrededor de 5.000 soldados activos y 2.500 en reserva.

### Minorías étnicas
Se alienta a las minorías étnicas de Kosovo a inscribirse en las Fuerzas de Seguridad de Kosovo. La constitución de Kosovo exige la integración de las comunidades de minorías étnicas en las Fuerzas de Seguridad de Kosovo. En abril de 2013, 179 (8,2%) del personal militar de las Fuerzas de Seguridad de Kosovo procedían de minorías y el resto eran de etnia albanesa. En mayo de 2014, el presidente de Kosovo, Atifete Jahjaga, señaló al Consejo de Seguridad de las Naciones Unidas que el 9% de las FSK pertenecían a comunidades minoritarias. En julio de 2018, 40 de los 137 serbios de la KSF se vieron obligados a abandonar el servicio.